# 甲武铁道
甲武铁道（日语：／ Kōbu tetsudō */?）是日本明治时代存在的一间私營鐵路公司。营运现在中央本线御茶之水站到八王子站区间，于1889年开通，1906年10月1日铁道国有化法颁布后收归国有，成为中央本线的一部分。

## 历史

### 开业前
甲武铁道的起源是一项旨在取代水运的马车铁路计划。1870年玉川上水开始通航，但两年后因船员在水面小便等违规行为而被停航。作为替代井关盛艮等人计划沿着堤岸建设新宿和羽村之间的馬車鐵路（甲武马车铁道）。
但沿堤防的铁路无法获得批准，因此改变了路线，于1886年11月改为在新宿和八王子之间铺设，并获得了许可证。与此同时岩谷松平申请了川崎至八王子之间的蒸汽铁路线--武藏铁道，因此甲武马车铁道将马车铁道的计划变更为蒸汽铁道，以击败武藏铁道的竞争。
之后甲武铁道向大隈重信求助，将资本金从30万日元增至60万日元，藉此于1888年3月获颁许可证。然而甲武铁道股东之间产生对立，大隈派将股票卖出，投资甲信铁道。这时雨宫敬二郎收购了崩盘的甲武铁道股票，在60万日元的资本中收购了38万日元的股票，掌握了经营权。1888年5月2日甲武铁道股东大会选举奈良原繁为社長。

### 开业后

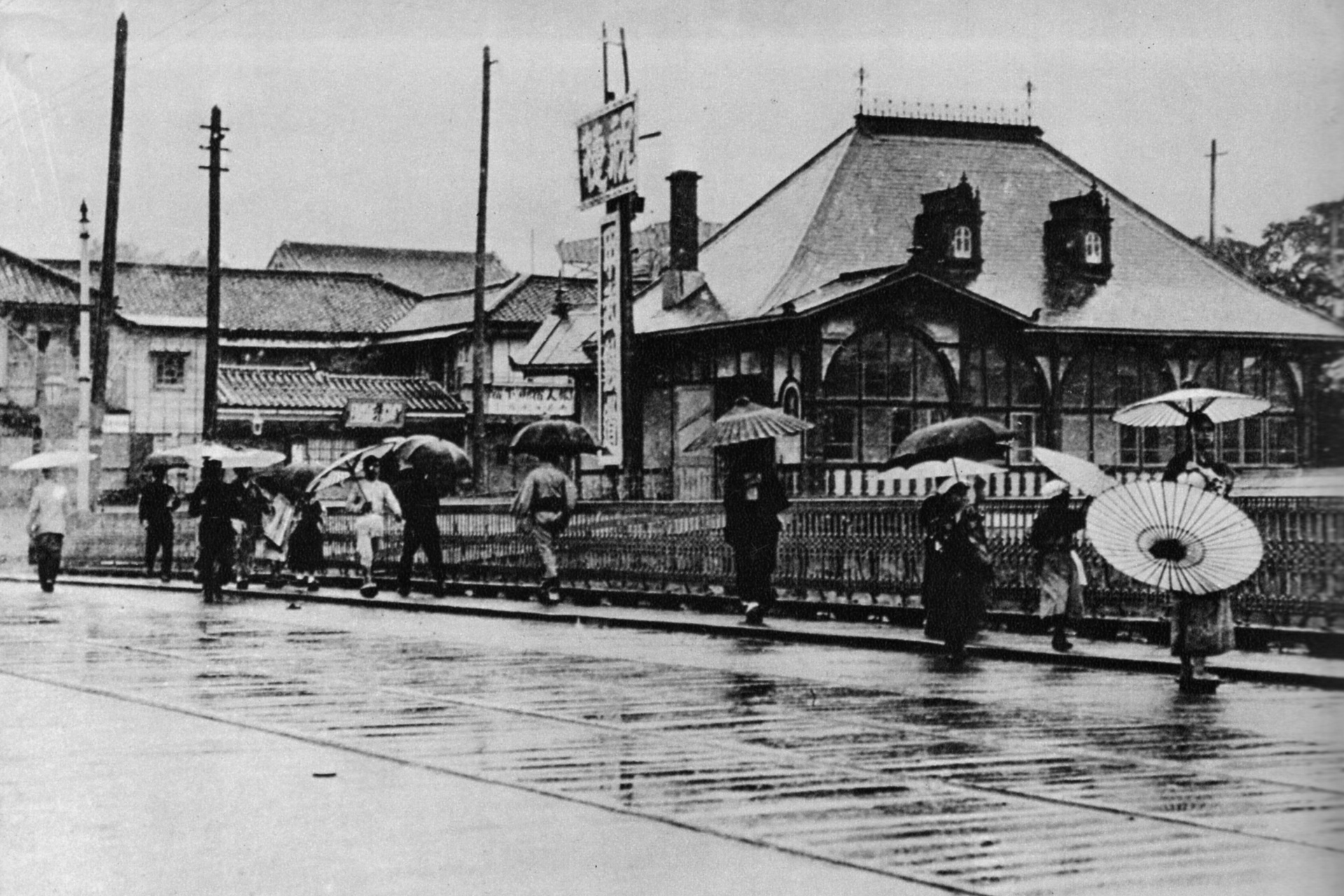
1905年的甲武铁道御茶之水站

1889年4月甲武铁道新宿 - 立川之间开通，8月在立川 - 八王子之间开通 。東京市内部分，于1894年10月开通新宿～牛込，1895年4月开通牛込～饭田町开业。1900年以连接当时计划中的东京纵贯高架铁道 (现在JR东日本上野 - 新橋区间)为条件，批准飯田町 - 万世桥区间的建设，1904年12月延伸至御茶之水站。从开通到1891年为止，由于线路在新宿连接日本铁道的铁路，因此公司业务由日本铁道管理，而甲武铁道的社长奈良原繁也是日本铁道的创始成员之一。
另外由于东京市区区间旅客量的增加，1904年8月21日，饭田町至中野区间复线电气化 ，成为日本第一条运营電聯車的普通铁路 (包括路面电车则为1895年5开通的京都电气铁道)。虽然仅是车体长度约10m的两轴车辆，但由于采用统一控制，能够运行多列列车编组运行，因此具备了作为市郊列车的性能。同年12月31日電車营运延长至御茶之水。
1906年在日俄战争衝擊下，鐵道國有化的呼聲提高，同年《鐵道國有法》頒布，日本鐵道被列入其中，并在1906年11月1日收歸國有，甲武鐵道電氣化區間順勢成為國鐵最初的電氣化區間。1909年进行国有铁道名称制定，甲武鐵道線成為中央東線一部分，1911年中央本線全通，成為中央本線一部分。

## 武藏野路线选定
甲武铁道，今日的中央本线，在柏木 (现在的東中野站) - 立川之间为一条27.4公里长的直线铁路，1964年新干线开通以前是日本第三长的直线铁路，然而该路径远离当时的主要道路甲州街道、青梅街道，和府中等多摩地区既有都市。关于该路段的选定有许多说法，但是没有记录可以确定该路段的选定过程，其中主要的说法有：
- 反对运动说：甲州街道和青梅街道居民以铁路分割都市、危害作物成長为由，拒绝甲武铁道线经过。
- 仙石貢决定说：路线由当时工部省铁道局负责甲武铁道工程的仙石貢一人决定。
- 效益理論：认为基于工程、营运最佳效益，因此选择目前路线，理由包括：[6]
  - 选定的路線比甲州街道平坦，沒有坡度差異，所以能夠避免機車馬力弱的缺點。
  - 在國分寺和立川等車站可以通過灌溉沟渠供應機車運行所需的水。
  - 當時沿線地區都是田地，比私人住宅密集的公路沿線更容易獲得土地。
  - 為了盡可能降低建造成本，将路线设计成了一條簡單的直線。

另外效益理論认为1889年甲武鐵道開通時，距日本第一條鐵路開通已近20年，民眾對鐵路的抵觸情緒早已減弱，反而欢迎其經濟效應，例如：1890年应附近居民要求设置日野站。而仙石貢决定说也很难让人相信。

## 相关路线
营运今日西武鐵道新宿線和國分寺線的國分寺 - 本川越區間鐵路的川越鐵道，和今日青梅線的青梅铁道，都以甲武鐵道支线的形式存在，甲武鐵道握有两间公司的股份，川越鐵道还有列车直通甲武鐵道。然而1906年甲武鐵道国有化后，川越鐵道和青梅铁道都独立，川越鐵道原本也计划国有化，但是最後未實施，经合并成为今日西武铁道的路线；青梅铁道则维持独立直到1944年，因二战被列为戰時收購私鐵而国有化。
另外中央本線八王子以西部分，雨宮敬二郎曾於1889年3月申請建设八王子至甲府之間的山梨鐵道，但因为與甲信鐵道競爭後被拒絕。1892年隨著鐵道敷設法的公布，當局決定建設中央本線，甲信鐵道的申請被收回，由日本政府修建營運。

## 车站列表
御茶之水 - 八王子区间（27.8英里）
御茶之水站 - 水道桥站 - 饭田町站 - 牛込站 - 市谷站 - 四谷站 - 信浓町站 - 千驮谷站 - 代代木站 - 新宿站 - 大久保站 - 柏木站 - 中野站 - 荻洼站 - 吉祥寺站 - 境站 - 国分寺站 - 立川站 - 日野站 - 丰田站 - 八王子站

## 设施
- 柏木变电站回轉變流機（输出600V、100kW）2台
- 市谷变电站回轉變流機（输出600V、100kW）1台

## 运行状态

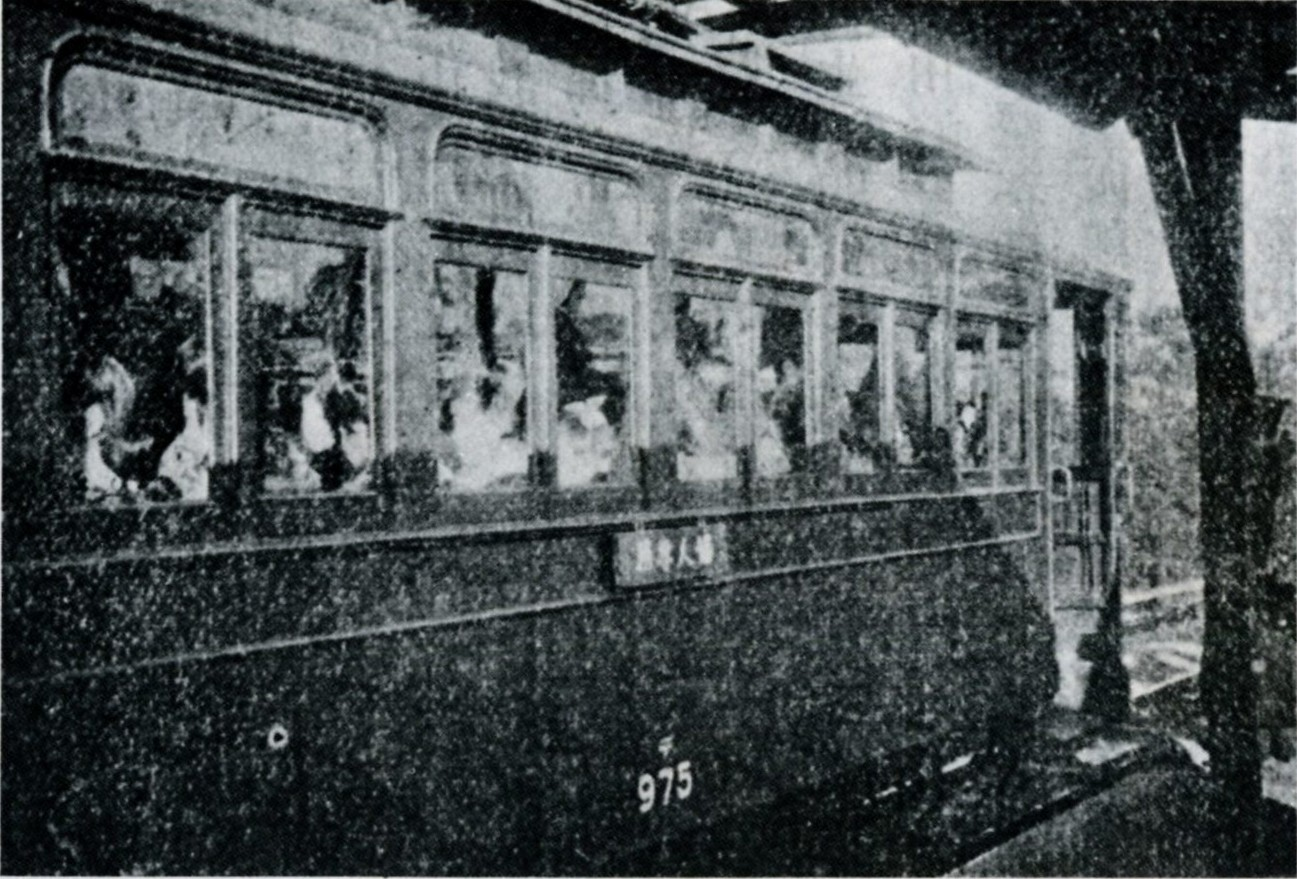
甲武铁道曾使用的电车，图为收归国有后在1912年担当女性专用车厢的电车。

甲武铁道开通时，新宿 - 立川之间每天有四趟往返，其中一趟直通新桥 。延长至八王子后，仍维持原本的运营状态。 1894年开通至牛込时，改为每日12往复，其中牛込至新宿之间6往复，牛込至八王子之间6往复。

### 文献
- 野田正穂・原田勝正・青木栄一・老川慶喜『多摩の鉄道百年』（日本経済評論社・1993）
- 中村建治『中央線誕生〜甲武鉄道の開業に賭けた挑戦者たち』（本の風景社・2003）
- 青木栄一『鉄道忌避説の謎〜汽車が来た町、来なかった町』（吉川弘文館・2006）
- 大塚和之「甲武鉄道東京市街鉄道線電気運転100年」『鉄道ファン』No.524
- 鉄道省 『日本鉄道史』中篇、1921年、329-343頁
- 中川浩一 他「軽便王国雨宮」丹沢新社、1972年、9-12頁
- 雨宮敬次郎『過去六十年事蹟』、1907年（国立国会図書館デジタルコレクション）
- 三宅俊彦「中央本線電車区間の進展」『タイムスリップ中央線』大正出版、2003年